# Simone Del Nero
Simone Del Nero, född den 4 augusti 1981 i Carrara, Italien, är en italiensk fotbollsspelare. Vid fotbollsturneringen under OS 2004 i Aten deltog han i det italienska U23-laget som tog brons. 